# Trevelin
Trevelin är en ort i Argentina.   Den ligger i provinsen Chubut, i den sydvästra delen av landet, 1 500 km sydväst om huvudstaden Buenos Aires. Trevelin ligger 380 meter över havet och antalet invånare är 6 395.
Terrängen runt Trevelin är kuperad åt nordost, men åt sydväst är den platt. Runt Trevelin är det mycket glesbefolkat, med 4 invånare per kvadratkilometer.. Det finns inga andra samhällen i närheten.
Trakten runt Trevelin består till största delen av jordbruksmark.